# 七尾奈留
七尾奈留是自由身的女性插圖畫家、原畫家。沖繩縣出身。過去有段時期以「奈留」的名稱活動。

## 概要
自稱。稱為，擁有菱形與垂直線眼睛的獨特設計的貓是其招牌。如今的筆名由來是原東家CIRCUS的處女作『Aries』中出現的人物「七尾留奈（ななおるな）」。雖然因為的大熱而一舉成名，但是後來與CIRCUS代表兼制作人松村和俊（tororo）對立而離社；導致往後雜誌有關她的介紹裡，都甚少提到曾參與CIRCUS的遊戲開發一事。由於不常發表有關自己的消息，關於她本人的一切仍充滿著謎團。（如今她仍沒有開設她的個人網站與網誌。）

## 畫風
在大熱之前，曾被一部分的反派言為（2ch用語，意指與睦美美里的畫風相似，用作揶揄）；實際上她所畫的畫擁有如前述的般獨特的韻味。其特徵如下：
- 常常有些吊眼梢的角色和她们的让人看了不由出神的深邃瞳孔受到广泛的好评。
- 美少女人物头上常有多样的緞帶和髮卡、但髮型并不會显得奇异。
- 在服裝设计，尤其是制服設計方面十分優秀。和一些在制服上到处加上缎带的原画家不同，她以卓越的审美能力描绘出的制服，总体给人以简约感，但也具有種類豐富并且設計独特的衣領、衣袖和下擺，同时也有一定的实用型。（而睦美美里则因為在工作中比較少画女學生服装的關係，過去的作品多是停留在水手服等等平凡和簡樸的設計。）

除以上的列點。相反地，缺點便是不擅長繪畫男性人物，故此她參加的作品中的男性人物由其他原畫人員擔當的情況較多。

## 參加作品
成人遊戲
- Cave Castle Cavalier（DALL）
- 禁忌2（SUCCUBAS）

※以上2個作品以「奈留」名義
- Infantaria（CIRCUS）
- 水夏（CIRCUS）[1]
- 被阿基米德遺忘的物品（アルキメデスのわすれもの）（CIRCUS）
- （CIRCUS）

※但是除了初版『初音島』以外，『D.C. White Season』以後的系列作品跟本人並沒有關係。
- 危機!!青蛙王國（ぱにっく!! けろけろ王国）（Pajamas Soft）
- Canvas2 ～茜草色的調色版～（F&C）
- Canvas2 DVD EDITION（F&C）
- ef - a fairy tale of the two.（minori）[2]
- Berry's（Sphere）
- ALIA's CARNIVAL!（NanaWind）[3]
- ALIA's CARNIVAL! Flowering Sky（NanaWind）
- 春音Alice＊Gram（NanaWind）
- （Azurite）
- 白戀SAKURA*GRAM（NanaWind）
- (DMM Game)
- 白恋サクラ＊グラムLF（NanaWind）

一般遊戲
- Quiz埼玉連合的野心！（埼玉連合）
- SAKURA ～雪月華～（Princess Soft）
- Canvas2 ～虹色的素描～（角川書店）
- 小魔女之路（魔女になる。）（TryFirst）
- すぴぱら Alice the magical conductor.（minori）
- ALIA's CARNIVAL! サクラメント（dramatic create）
- 春音アリス＊グラム Snow Drop（ENTERGRAM）

其他
- sola（人物設定原案）[4]
- 公主導航[5]（人物設定，電擊G's magazine的讀者參加計劃）

## 著作
- 七尾奈留畫集《七色冰淇淋》（なないろあいす、2005年3月、角川書店、ISBN 4-04-853825-X）

## 同人活動
與九尾共同主宰同人團體（「雪糕和巧克力」）的同人小組，在同人界亦十分受歡迎。
在2006年8月舉行的Comic Market70中，負責繪畫了場刊的封面插圖。